# Philus antennatus
Philus antennatus es una especie de escarabajo longicornio del género Philus, tribu, Philini, orden, Coleoptera. Fue descrita por Gyllenhal en 1817.

## Descripción
Mide 20-31 mm de longitud.

## Distribución
Se distribuye por China e India.